# Dada Stievermann
Dada Stievermann, eigentlich Dagmar Stievermann (* 1955), ist eine deutsche Schauspielerin, Kabarettistin und Moderatorin.

## Leben
1980 gründete Dada Stievermann mit Hella von Sinnen und Dirk Bach die Kabarettgruppe „Stinkmäuse“.
Jahrelang gehörte sie zum Ensemble von Walter Bockmayers „Theater in der Filmdose“ in Köln. Dort spielte sie u. a. in den Stücken Kaiserschmarrn (ab 1986) unter Regie von Bernd Holzmüller und in Bockmayers Kultstück Sissi, Beuteljahre einer Kaiserin (ab 1989). Zusammen mit Hella von Sinnen, Georg Uecker, Bernhard Hofmann und Ralph Morgenstern moderierte sie ab 1990 die Nachwuchstalent-Show Filmdosenshow, die 1992 auch von RTL ausgestrahlt wurde.
Von 1991 bis 1997 war sie Mitglied des Bonner Improvisationstheaters „Die Springmaus“. Danach trat sie zusammen mit dem Schauspieler Claus Vinçon als Comedy-Duo auf.
Dada Stievermann war Gastmoderatorin des Christopher Street Day in Köln. Ab 1995 gehörte sie zu den Gründungsmitgliedern der schwul-lesbischen Karnevalssitzung Rosa Sitzung, die ab 1997 vom WDR ausgestrahlt wurde. Seit 2004 ist sie „Präsidentin“ der Röschen Sitzung in Köln.
Sie stand 2002/03 in Hans Kieseiers Peter-Weiss-Inszenierung von Die Ermittlung zusammen mit Norbert Alich, Dirk Bach, Thomas Hackenberg, Gerd Köster, Ralph Morgenstern, Peter Nottmeier, Rainer Pause, Wilfried Schmickler, Hella von Sinnen, Martin Zuhr und anderen auf der Bühne. Im Kölner Theater Tiefrot spielte sie in Die Gerechten von Albert Camus (2004) und an der Seite von Volker Lippmann in La Strada von Gerold Theobalt nach dem Drehbuch von Federico Fellini (2005).
Gelegentlich trat Stievermann auch in Film- und Fernsehproduktionen auf, so an der Seite von Dirk Bach im Kultklassiker Im Himmel ist die Hölle los (1984), in der Dirk Bach Show (1992), den Serien Die Anrheiner (1998) und Die Camper (1999), Hape Kerkelings Gisbert (1999) und zuletzt im Spielfilm Warteschleifen von Markus Mischkowski und Kai Maria Steinkühler (2010).